# Colapteroblatta caudelli
Colapteroblatta caudelli är en kackerlacksart som först beskrevs av Gurney 1937.  Colapteroblatta caudelli ingår i släktet Colapteroblatta och familjen jättekackerlackor.
Artens utbredningsområde är Colombia. Inga underarter finns listade i Catalogue of Life.